# Földi hantmadár
A földi hantmadár (Oenanthe pileata) a madarak osztályának verébalakúak (Passeriformes) rendjéhez és a  légykapófélék (Muscicapidae) családjához tartozó faj.

## Rendszerezése
A fajt Johann Friedrich Gmelin német természettudós írta le 1789-ben, a Motacilla nembe Motacilla pileata néven.

## Alfajai
- Oenanthe pileata livingstonii (Tristram, 1868)
- Oenanthe pileata neseri Macdonald, 1952
- Oenanthe pileata pileata (Gmelin, 1789)[2]

## Előfordulása
Afrikában, Angola, Botswana, a Dél-afrikai Köztársaság, a Kongói Demokratikus Köztársaság, Kenya, Malawi, Mozambik, Namíbia, Szomália, Szváziföld, Tanzánia, Uganda, Zambia és Zimbabwe területén honos.
Természetes élőhelyei a szubtrópusi vagy trópusi száraz füves puszták, cserjések és szavannák, valamint legelők és szántóföldek. Állandó, nem vonuló faj.

## Megjelenése
Testhossza 17 centiméter, testtömege 24–32 gramm.
|  |

## Életmódja
Ízeltlábúakkal táplálkozik.

## Természetvédelmi helyzete
Az elterjedési területe rendkívül nagy, egyedszáma pedig stabil. A Természetvédelmi Világszövetség Vörös listáján nem fenyegetett fajként szerepel.